# Super Mega Baseball
Super Mega Baseball es una serie de videojuegos de béisbol desarrollada por el estudio independiente Metalhead Software en Victoria, BC, Canadá . 

## Súper mega béisbol

### Historia
El primer juego, Super Mega Baseball, fue lanzado el 16 de diciembre de 2014 como título de compra cruzada para PlayStation 3 y PlayStation 4 en la PlayStation Store de EE. UU. Posteriormente, se lanzó en la PlayStation Store europea el 1 de abril de 2015. 
Una versión actualizada llamada Super Mega Baseball: Extra Innings fue lanzada en Xbox One el 14 de agosto de 2015 y posteriormente se lanzó en Steam para PC el 21 de agosto de 2015. Las características adicionales de esta versión se lanzaron como contenido descargable gratuito para PlayStation 3 y PlayStation 4 en 2016. Super Mega Baseball: Extra Innings también se lanzó en Shield Android TV el 24 de marzo de 2016. 
Super Mega Baseball fue un éxito crítico, obteniendo una puntuación promedio de 85/100 en Metacritic basado en 14 reseñas. Gaming-Age le otorgó al juego una calificación de "A", destacando que "Super Mega Baseball es el tipo de diversión divertida y fácil de aprender que definía a los videojuegos de béisbol al comienzo de su vida útil, y si logra ser tan grande aquí, hay muchas razones para creer que aún puede cumplir ese papel". Por otro lado, IGN le dio al juego una calificación de 8.1, calificándolo como "Excelente", elogiando el sentido del humor y la jugabilidad fácil, aunque criticando la presentación. Polygon lo nombró "Juego deportivo del año".

### Características
Super Mega Baseball admite de 1 a 4 jugadores en juegos competitivos o cooperativos locales. Los modos de juego principales incluyen Exposición y Temporada. El juego presenta 216 jugadores personalizables, 24 árbitros y cuatro estadios diferentes (seis en la versión Super Mega Baseball: Extra Innings).

## Súper Mega Béisbol 2

### Historia
El desarrollador Metalhead Software anunció la segunda entrega de la serie, Super Mega Baseball 2, el 28 de septiembre de 2016. Super Mega Baseball 2 se lanzó en 2018 debido a que se retrasó e incluye arte actualizado, modo multijugador en línea y personalización completa.  El 20 de abril de 2018, Metalhead Software anunció que el juego se lanzaría el 1 de mayo de 2018.  Se lanzó en Games with Gold de Xbox One durante el mes de mayo de 2018. 
Posteriormente, se anunció que Super Mega Baseball 2: Ultimate Edition se lanzaría el 25 de julio de 2019 en Nintendo Switch. "Metalhead Software trae el aclamado juego de béisbol Super Mega Baseball 2 a Nintendo Switch por primera vez como Super Mega Baseball 2: Ultimate Edition, que incluye el conjunto completo de contenido de Super Mega Baseball 2 (juego, DLC), con todas las funciones de juego en línea y funciona a 60 fps tanto en modo acoplado como portátil", según Operation Sports. 
Super Mega Baseball 2 recibió una puntuación Metacritic de 81 para Xbox One, según 21 reseñas. Forbes le dio una calificación de 8,6/10, comentando: "Si bien no es un título AAA completo, SMB 2 desdibuja las líneas con su fantástica jugabilidad y profundidad de modo". Por su parte, Gaming Age le otorgó una A-, afirmando: "Se puede argumentar que es el mejor juego de béisbol de 2018". 

### Características
Super Mega Baseball 2 permite de 1 a 4 jugadores en modo cooperativo local o multijugador en línea. Los modos de juego principales incluyen Exhibición, Temporada, Eliminación y Carrera de banderines. Pennant Race es el modo de emparejamiento en línea 1 contra 1, mientras que los modos restantes se pueden jugar localmente o en línea en partidas organizadas. Super Mega Baseball 2 también cuenta con tres paquetes DLC que ofrecen contenido adicional de personalización: el paquete de personalización Wild Team, el paquete de personalización Wicked Team y el paquete de personalización Bold Player. Además, en el modo Temporada, se realiza un seguimiento profundo de las estadísticas a lo largo de varias temporadas.
Todas las versiones de consola del juego se pueden combinar entre sí en el modo multijugador en línea (Pennant Race).

### Premios
El juego fue galardonado con el premio a "Mejor juego deportivo de franquicia" en los Premios de la Academia Nacional de Reseñas Comerciales de Videojuegos. 

## Súper Mega Béisbol 3

### Historia
Metalhead Software anunció el lanzamiento de su último juego de la serie de béisbol, Super Mega Baseball 3, el 11 de marzo de 2020. Aunque inicialmente estaba programado para abril de 2020, Metalhead anunció el 23 de abril de 2020 que, debido a retrasos en toda la industria causados por la pandemia de COVID-19, la fecha de lanzamiento se ajustó al 13 de mayo de 2020. Entre las nuevas características se incluye un modo Franquicia completamente nuevo y la capacidad de importar equipos personalizados de Super Mega Baseball 2. 
Super Mega Baseball 3 se lanzó el 13 de mayo de 2020 en Microsoft Windows, Nintendo Switch, Xbox One y PlayStation 4, y el 11 de enero de 2021 para Amazon Luna. El juego recibió una puntuación Metacritic de 83 para Xbox One, basada en 12 críticas. Un crítico afirmó: "La serie SMB se ha convertido en una de las franquicias de juegos deportivos más consistentes y mejor desarrolladas disponibles". Además, Super Mega Baseball 3 obtuvo una puntuación de 87 en Metacritic para Switch, según 8 reseñas de críticos. Otro crítico expresó: "Super Mega Baseball 3 es nuestro nuevo líder de todos los tiempos para el título del mejor videojuego de béisbol que he jugado alguna vez". 

### Características
Super Mega Baseball 2 permite de 1 a 4 jugadores en modo cooperativo local o multijugador en línea. Los modos de juego principales incluyen Exhibición, Temporada, Eliminación y Carrera de banderines. Pennant Race es el modo de emparejamiento en línea 1 contra 1, mientras que los modos restantes se pueden jugar localmente o en línea en partidas organizadas. Super Mega Baseball 2 también cuenta con tres paquetes DLC que ofrecen contenido adicional de personalización: el paquete de personalización Wild Team, el paquete de personalización Wicked Team y el paquete de personalización Bold Player. Además, en el modo Temporada, se realiza un seguimiento profundo de las estadísticas a lo largo de varias temporadas.

## Súper Mega Béisbol 4
Super Mega Baseball 4 se anunció el 2 de mayo de 2023 para su lanzamiento el 2 de junio de 2023. Sus pedidos anticipados se lanzaron el 30 de mayo de 2023.  Super Mega Baseball 4 es la primera entrada de la serie publicada por EA Sports. 